# Traiectum

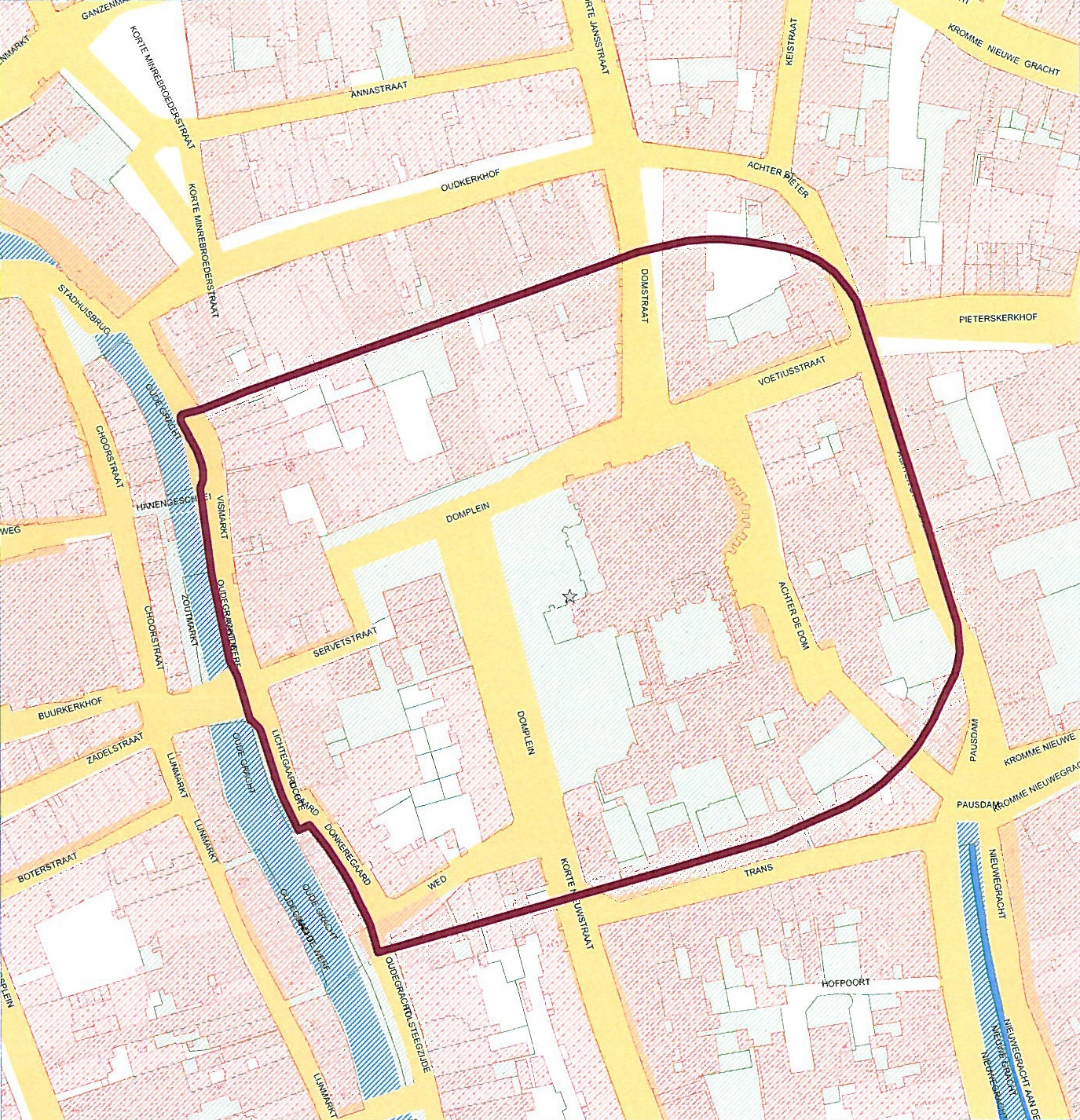
Limites du Castellum.

Traiectum ou Trajecto, Utrecht, est un castellum romain de la défense du limes du Rhin en Germanie inférieure, proche de la mer du Nord, dans le territoire du peuple des Cananefates.

## Histoire
Sur l'itinéraire d'Antonin Trajecto est indiqué entre Mannaricium, aujourd'hui Maurik et Albaniana actuellement Alphen aan den Rijn. Trajecto n'est cependant pas sur la carte de Peutinger, ce qui serait expliqué par le fait qu'il serait sur une route secondaire. En réalité, il est entre Fletio et Flectio.
Trajecto est fondé dans la deuxième moitié du Ier siècle probablement par le général romain Corbulo, gouverneur de Germanie inférieure en 47, bien que certain castrum ait été daté de 41, lors de la visite de Caligula. Le castellum est repéré au centre d'Utrecht, au lieu-dit Domplein. En bois, il présente une superficie de 88 sur 145 mètres.
Comme tous les forts du Bas-Rhin, le fortin est détruit par le feu lors de la révolte du peuple des Bataves en 69.

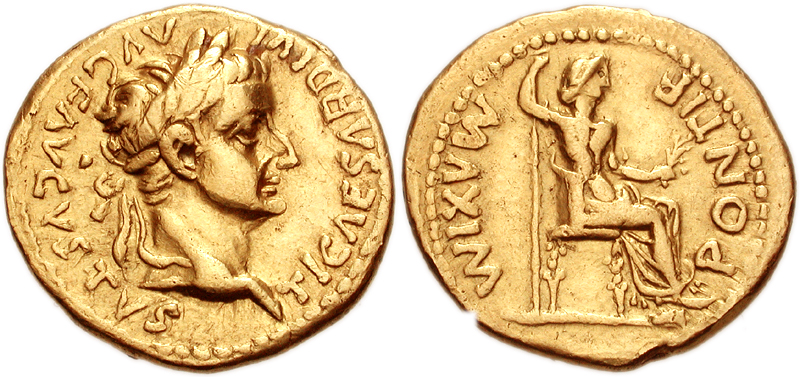
Aureus de Tibère

En 1927, dans les fouilles des fondations de la cathédrale d'Utrecht, des tessons de poteries et des tuiles sont découverts.
On trouve aussi un petit trésor d'une cinquantaine de pièces d'or, aureus de Tibère, dans le bâtiment des officiers.
Entre 88/89 et 260, c'est le lieu de garnison d'environ 500 fantassins de la cohorte II Hispanorum peditata. Le fort est reconstruit en pierre et en briques vers 210. L'enceinte, de 124 sur 152 mètres, a plus 1,20 m de large et 5 mètres de hauteur. Il est sur une digue de près 1,50 m, plusieurs fois rehaussée face aux inondations. Le vicus est à l'est du castellum. D'une superficie de 3,8 hectares, il représenterait une population d'environ 100 à 300 personnes.
Les fouilles ont mis au jour des statues de Jupiter et Junon de fabrication locale et des statues de Minerve et de Mars.
Le fort est toujours occupé au IVe siècle. Les premières tombes franques datent du Ve siècle.
Au début du Moyen Âge le moine Willibrord (668-739) visite Utrecht et, avec l'autorisation du pape Serge III, construit une église dans l'ancien fort en 695, qui devient le centre des chrétiens du peuples des Frisons habitant au nord du Rhin.